# Aspila alphea
Aspila alphea là một loài bướm đêm trong họ Noctuidae.